# Ni Zhiqin
Ni Zhiqin (caractères simplifiés : 倪志钦, code traditionnel : 倪志欽 ;ancienne retranscription française : Ni Chih-Chin) est un athlète chinois spécialiste du saut en hauteur, né le 12 avril 1942 à Quanzhou. Il a battu le record du monde en 1970 avec un saut à 2,29 m, mais son record n’a pas été homologué à l’époque, car la Chine n’était alors pas membre de l’IAAF.

## Biographie
En 1961 avec un saut à 2,10 m il bat le record de Chine puis au cours des neuf années suivantes il améliore ce record treize fois. En raison de la situation politique en Chine, il ne rencontre jamais ses adversaires occidentaux et n'a concouru que quatre fois en dehors de la Chine aux jeux GANEFO à Jakarta 1963 et Phnom Penh 1966 (2,27 m, 1 cm en dessous du record du monde) ainsi qu'aux Jeux asiatiques à Téhéran en 1974 où en fin de carrière à 32 ans, il ne termine que deuxième. 

### Record du monde non ratifié
Le 8 novembre 1970 à Changsha il bat le record du monde avec 2,29 m mais cet exploit n'a jamais été ratifié car la Chine ne faisait pas partie de l'IAAF à l'époque.
Le détenteur du record du monde de l'époque, le Soviétique Valeriy Brumel (né le même jour que Ni Chih-Chin) dans une interview pour le journal sportif français L'Équipe, exprime des doutes quant à l'authenticité du résultat du chinois. Il faut attendre le 3 juillet 1971 pour que le record du Russe soit battu de façon homologué, par l'Américain Pat Matzdorf qui franchit 2,29 m.

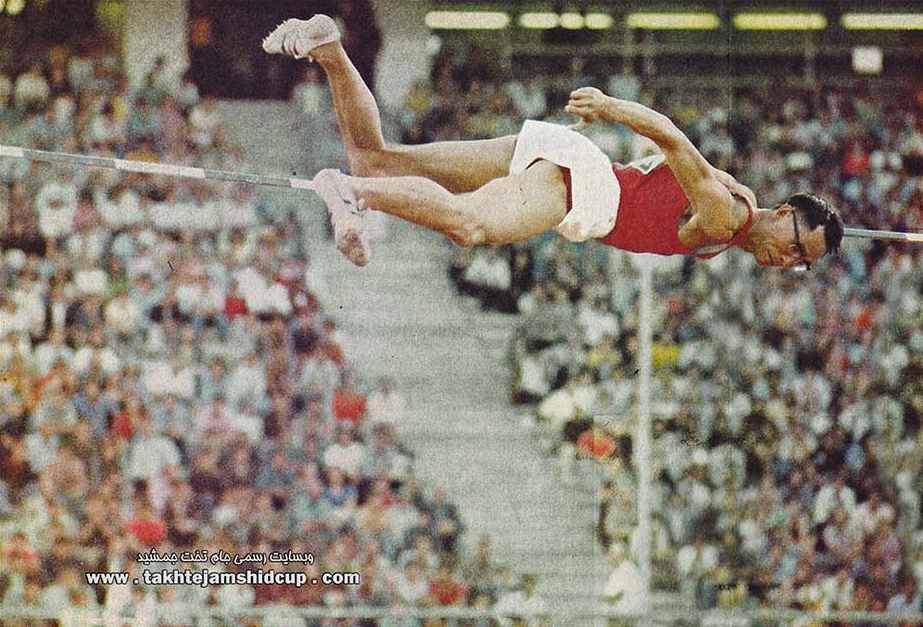
Jeux asiatiques de 1974

## Palmarès
| Date | Compétition           | Lieu       | Résultat | Performance |
| ---- | --------------------- | ---------- | -------- | ----------- |
| 1963 | GANEFO                | Jakarta    | 1er      | 2,01 m      |
| 1965 | Jeux National Chinois | Pékin      | 1er      | 2,15 m      |
| 1966 | GANEFO                | Phnom Penh | 1er      | 2,27 m      |
| 1974 | Jeux asiatiques       | Téhéran    | 2e       | 2,15 m      |

## Records
| Épreuve         | Performance | Lieu     | Date            |
| --------------- | ----------- | -------- | --------------- |
| Saut en hauteur | 2,29 m      | Changsha | 8 novembre 1970 |